# Luigi Samele
Luigi Samele (ur. 25 lipca 1987 w Foggii) – włoski szablista, trzykrotny medalista olimpijski, wielokrotny medalista mistrzostw świata i mistrz Europy. 
W 2004 roku zdobył złoty medal w indywidualnej rywalizacji kadetów na mistrzostwach świata juniorów w Płowdiwie. Na mistrzostwach świata juniorów w Taebaek w 2006 roku był indywidualnie drugi.
Podczas mistrzostw świata w Paryżu w 2010 roku Włosi w składzie: Aldo Montano, Luigi Tarantino, Diego Occhiuzzi i Luigi Samele zdobyli drużynowo srebrny medal. W rywalizacji drużynowej zdobył następnie srebrny medal na mistrzostwach świata w Wuxi w 2018 roku oraz brązowe na mistrzostwach świata w Lipsku w 2017 roku, mistrzostwach świata w Budapeszcie w 2019 roku i mistrzostwach świata w Kairze w 2022 roku.
Wystartował na igrzyskach olimpijskich w Londynie w 2012 roku, gdzie drużynowo Aldo Montano, Diego Occhiuzzi, Luigi Tarantino i Luigi Samele zdobyli brązowy medal. Indywidualnie nie startował. Brał też udział w igrzyskach olimpijskich w Tokio w 2020 roku, gdzie zdobył dwa medale. W turnieju indywidualnym zdobył srebrny medal, w finale przegrywając z Węgrem Áronem Szilágyim. Cztery dni później razem z Lucą Curatolim, Enrico Berrè i Aldo Montano zdobył brązowy medal w zawodach drużynowych. Na igrzyskach w Paryżu zdobył brązowy medal w rywalizacji indywidualnej.
Wielokrotnie zdobywał też medale mistrzostw Europy, w tym złote drużynowo na mistrzostwach Europy w Lipsku (2010), mistrzostwach Europy w Zagrzebiu (2013) i mistrzostwach Europy w Strasburgu (2014).
W 2009 roku zdobył 2 medale uniwersjady w Belgradzie: srebrny w drużynie oraz brązowy indywidualnie. 